# Placebo
A placebo (latin szó, jelentése 'tetszeni fogok') klasszikus, a gyógyító kontextusra nem leszűkített meghatározása szerint egy olyan „anyag vagy eljárás, ami az érintett tudomása szerint változtatni képes bizonyos tüneteket vagy külső-belső testi észleleteket, ám valójában nem bír az e változásokhoz szükséges farmakológiai vagy specifikus hatással”. A placebo jelenséggel ellentétes irányú a nocebo. Bizonyos esetekben (lásd „placeboresponder” személyek) egy placebokezelést követően szubjektív és/vagy objektív javulás áll be az egészségi állapotban. Ezt nevezik placebohatásnak. Placebohatást kiválthat valamilyen beavatkozás (pl. gyógyszer adása, kezelés, műtét) és a hatás nagyságát befolyásolják az orvos tulajdonságai, jellemzői (pl. fehér köpeny, az orvos modora, hangneme, személyiségjellemzői), a gyógyszer fizikai (perceptuális) tulajdonságai (pl. a tabletta színe, formája), a beteg (kezelést kapó személy) tulajdonságai (pl. személyiségvonásai) és a kezelés környezeti jellemző (pl. a kórterem). A placebohatás a pszichológia és az élettan határterületi kérdése.
Gyógyszerészeti készítmények, orvosi műveletek tudományos hatékonysági vizsgálatának ellentételi referenciájaként (kontrollcsoport) is alkalmaznak placebót.
A legújabb kutatások szerint a placebohatás egy valódi pszichobiológiai esemény, amit a teljes kezelés vált ki.
A klinikai gyakorlatban is kimutatható, még akkor is, amikor nem kap placebót a páciens. Kaptchuk és munkatársai irritábilisbél-szindrómában (IBS) szenvedő betegeknél azt is kimutatták, hogy placebohatás (ebben az esetben a tünetek szubjektív enyhülése) kialakulhat úgy is, hogy a beteg tisztában van azzal, hogy a kapott kezelés (tabletta) hatóanyag nélküli. Egy újabb kutatás is igazolta, hogy ha tudnak a betegek a placebohatásról (elmagyarázzák nekik, hogy ható anyag nincs és hogy működik a placebo) akkor ugyanolyan eredményes, mintha azt hinnék hatóanyagot kaptak. A legújabb irányzat szerint nem a placebohatás kiküszöbölése a cél, hanem annak etikus felhasználása és növelése az orvosi gyakorlatban.

## Placebo paradoxon története

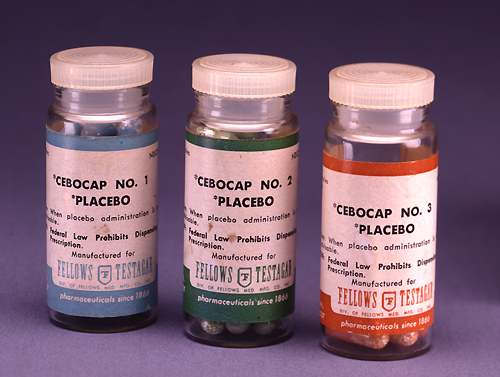
Placebogyógyszer

A placebo szót a 18. századtól kezdve használják orvosi fogalomként, gyakran negatív értelemben. A második világháborúban egy Henry Beecher nevű amerikai aneszteziológus ápolónője – miután kifogytak a fájdalomcsillapítóból – csak sóoldatot adott az egyik sebesült katonának. Meglepetésre az ál-fájdalomcsillapító csökkentette a fájdalmát, és megakadályozta a sokk kialakulását. A háború után Beecher 1955-ben publikálta nagy visszhangot keltett „The Powerful Placebo” tanulmányát, többek között ennek hatására az amerikai kongresszus 1962-ben törvényt hozott a gyógyszerek kötelező teszteléséről. Egyes vélemények szerint Beecher a placebohatást és azt a tényt, hogy a hatóanyag nélküli tabletták is beindíthatják az emberi szervezet gyógyulását, problémává tette, és ezzel a démonizálással saját felfedezését ölte meg.
A placebohatás használata jelenleg is vitatott. 1903-ban Richard Cabot azt javasolta, hogy ne használják, mivel megtévesztésen alapul. Newman hívta fel a figyelmet a „placebo paradoxon”-ra, – vagyis nem etikus placebót használni a gyógyításnál – de ugyanúgy nem etikus „nem használni olyasmit, ami gyógyít”.
Bánki Csaba (1994) szerint az orvostudomány ellenszenvvel viseltetik a placebo iránt. Ennek az okai:
- (jelenleg) nehezen értelmezhető a jelenség
- a placebohatás „zavaró tényező” a kutatásokban
- sok „standard” eljárás érvényességét kérdőjelezi meg
- elmossa a határokat a tudományos eszközöket alkalmazó szakember és a placebohatással operáló laikus gyógyító között.[5]

A placebo-mechanizmust gyakran pejoratív értelemben is használják egyes alternatív orvosi és természetgyógyászati eljárások megbélyegzésére.

## Klinikai gyógyszervizsgálatok és a placebo
A klinikai tesztekben a placebo egyik célja az új hatóanyagok tesztelése. Ha egy hatóanyagtól valakinek javul az állapota, de nem lehet tudni, hogy a gyógyszeres kezelés tudata, illetve a gyógyszerbe vetett hit, vagy pedig valóban a gyógyszer fiziológiai hatása okozta nála a javulást, akkor érdemes kísérlethez folyamodni. Ilyenkor a betegek egyik csoportjának valódi hatóanyagot adnak, a többieknek pedig placebót – miközben egyik csoport sem tudja, hogy valódi gyógyszert kap-e vagy sem. A hatóanyag hatása akkor tekinthető igazoltnak, ha a valódi gyógyszerrel kezeltek nagyobb mértékben javulnak, mint a kontrollcsoport.
Az orvosi gyakorlatban ilyen célra legtöbbször szőlőcukrot alkalmaznak, ha tabletta formájában kell a betegnek adni, illetve fiziológiás sóoldatot, ha infúzió formájában.
Az olasz kutató, Fabrizio de Benedetti szerint a gyógyszerek egy része csak a placebohatást erősíti fel; sőt, ha a beteg nem tud arról, hogy például diazepámot kapott, az nem is hatékony a műtét utáni szorongáscsillapításban.
Aktív placebohatásnak nevezik, hogyha a mellékhatásokból a beteg rájön, hogy aktív szert kapott, ez általában további járulékos (kb. +25%-os) placebohatással jár együtt.

### Placebo mechanizmus növelése
„A jó orvosság vagy csíp, vagy keserű, vagy drága”.
Az orvosi kutatásokban a gyógyszer hatását a farmakológiai hatáson kívül más tényezők is befolyásolják.
A teljes gyógyszerhatást a következő dolgok befolyásolják:
- a gyógyszer jellemzői (ár, íz, alak, szín, név, kiszerelés),
- a beteg jellemzői (iskolázottság, kor, műveltségi szint, személyiség, eddigi tapasztalatok),
- a gyógyszert felíró jellemzői (hírnév, személyiség, státusz, tekintély, életkor, bőrszín),
- a környezet, amiben a gyógyszert felírták (rendelő, laboratórium),
- a kezelés körülményei: rituálészerű, pl. mindig ugyanabban az időben és ugyanazon a helyen történik[8]
- a társadalmi, gazdasági és kulturális környezet.

### Pszichoterápia és a placebo
Lieberman és Dunlap (1979) érvelése szerint minden terápiának közös pontja, hogy hisznek benne.
Éppen ezért nem is lehet placebotesztelést végezni a pszichoterápiás vizsgálatoknál.

### Placebohatás a sportban
Az első, sportteljesítményben mérhető placebohatás-vizsgálatot az 1970-es évek elején végezték, ezt követően pedig 2000-től számos kutatási eredmény látott napvilágot a témában. A sport-placebo vizsgálatokból kiderült, hogy 1) a sportteljesítményben van mérhető placebohatás, 2) ezt többféle (placebo) szer is ki tudja váltani, valamint arról is vannak már adatok, hogy 3) a placebokezelést kapó személy személyiségtulajdonságainak (pl. vonás és állapot szorongási, extraverzió, vonás szintű optimizmus) és 4) a különböző sport (táplálékkiegészítő) szerek érzékszervi (perceptuális) tulajdonságainak (azaz színüknek, formájuknak) milyen szerepük lehet a placebohatás megjelenésében. A placebohatást legalább négy faktor befolyásolja. A klinikai vizsgálatokkal ellentétben, a sport területén ezekről a faktorokról még elég keveset tudunk. A szándékos félrevezetésen alapuló placebohatás etikai dilemmái mellett fontos tudni, hogy léteznek nem félrevezetésen alapuló placebók, technikák is. Valamint egy külön érdekes terület a sportpszichológusok által a teljesítmény javítása érdekében alkalmazott technikák, mint pl. a mentális tréning, ami szintén egyfajta beavatkozás – valós szer használata nélkül.
ref>Ariel, G., Saville, W. (1972) Anabolic steroids. The physiological effects of placebos. Medicine and Science in Sports, 4, 124-126.

### A reklám-placebohatás
A reklám-placebohatás a szociálpszichológiai elnevezése annak a jelenségnek, hogy két ugyanolyan termék közül a drágábbat finomabbnak/jobb minőségűnek fogjuk érezni (hacsak nem vagyunk szakértők az adott termék, például bor esetén).
Több tucat empirikus tanulmány igazolta az emberek gondolataiban az ár és a minőség közötti szoros kapcsolatot. Az emberek feltételezik, hogy „megkapják azt, amit fizetnek”.
Ahogyan az orvosi beavatkozások hatásait is befolyásolják a beteg elvárásai (bizonyos fokig akkor is jobban lehet, ha hatóanyagot nem tartalmazó gyógyszert kap például), ugyanez a jelenség a vásárlás, majd a megvásárolt termék minőségének értékelésekor is jelentkezik. Például amikor bort kóstolunk.

#### A reklám-placebohatás bemutatása kísérletekkel
A Bonni Egyetem és a Sorbonne kutatói e placeboeffektus idegélettani hátterét igyekeztek felderíteni. A teszt alanyai MR gépben feküdtek, miközben borokat kellett kóstolniuk, majd azt számozással értékelni. Összesen harminc emberen tesztelték, akik között fele-fele arányban jelentek meg férfiak és nők.
Olcsóbb és drágább borokat kellett kóstolniuk, miközben a monitoron láthatták a borok árait, amelyek természetesen nem feltétlenül voltak valósak. Arra a kutatók csakhamar rájöttek, hogy az embereket azért nem lehet bármivel becsapni, így hiába írnak ki a monitorra százeurós árakat, miközben pocsék löttyöt adnak a szívószálon át, kiderül a turpisság. De ha valósághűbben párosítják a borokat és az árakat, bizony bárki becsapható. Egy-egy tesztalany valójában ugyanazt a bort kóstolgatta többször egymás után, de nem tudott róla. Minden kóstolás előtt kiöblíthette a száját vízzel, hogy az előző íze ne befolyásolja a következő érzékelését. A várt jelenség meg is érkezett: a résztvevők hiába kóstolták ugyanazt a bort, ha a második próba előtt magasabb árat láttak a monitoron, magasabb pontszámot adtak ízletességére, és fordítva. A vizsgálat lényegi részét az MR-képek elemzése adta. Ezekből kiderült, hogy két agyrész, jelesül a prefrontális kéreg középső része és az agykéreg alatt fekvő szürkeállomány bizonyos, striatumnak nevezett magvai sokkal nagyobb aktivitást mutatnak, hogyha a kóstolt bort drágábbnak hisszük. A jutalmazási és motivációs rendszert jelentősen aktiválják a magasabb árak, és nyilvánvalóan növelik az ízlés élményét".
Egy másik kísérletben a kutatók különféle nagyságrendű elektromos sokkok sorozatát adták az embereknek, és megkérdezték őket az általuk tapasztalt fájdalmakról. A fájdalom természetesen erősen érezhető volt. Ezután a kutatók a résztvevőknek elmondásuk szerint olcsó, valamint drága fájdalomcsillapítót adtak (valójában mindkettő C-vitamin volt). Aztán megismételték a sokkokat. A drága placebo csoport résztvevői arról számoltak be, hogy ez elég jól működik, sokkal jobban, mint az a csoport, aki az olcsó placebót kapta.

## Placebo-hatásmechanizmus elméletek

### A placeboválaszt befolyásoló tényezők
A placebohatás kialakulásának megértésében segíthet Gordon Claridge (1970) „teljes gyógyszerhatás” fogalma. Claridge szerint egy szer hatása több tényezőből tevődik össze. Ez a felfogás mára elfogadottá és összeegyeztethetővé vált a klinikai placeboirodalomban összegyűlt adatokkal, valamint az orvosi antropológiában is elfogadottá vált a placebohatás fogalmi keretbe helyezésére. A „teljes gyógyszerhatás" fogalmának fényében a placebohatás (vagy placeboválasz) a teljes gyógyító kontextusnak tulajdonítható biopszichológiai jelenség. Fontos tehát, hogy placebo nemcsak gyógyszer, hanem bármilyen gyógyító eljárás is lehet.
Ebbe a teljes gyógyító kontextusba tartozik:
- az orvos (kezelést adó személy),
- a beteg,
- a kezelés (pl. gyógyszer) és
- a környezet (orvosi rendelő, kórterem stb.) tulajdonságai.

A placeboválasz kialakulását befolyásoló tényezőket mérő kutatásoknak ezen faktorokat kell vizsgálniuk.

### A hatásmechanizmust magyarázó elméletek

#### Kondicionálás
A placebohatást magyarázó elméletek közül a kondicionálás elmélet az egyik legnagyobb hatású. E kondicionálásalapú elmélet szerint – a pavlovi klasszikus kondicionálás alapján – egy kezelés (gyógyszeres vagy gyógyszer nélküli beavatkozás) aktív hatóanyagát feltétlen ingernek (US), a kezelés hatását pedig feltétlen válasznak (UR) tekinthetjük. A többszöri kezelések során az US olyan ingerekkel társul, mint pl. a gyógyszer színe, formája, a kezelést adó orvos (személye, személyiség-tulajdonságai stb.), vagy mint a kezelés körülményei (lásd A placeboválaszt befolyásoló tényezők részt). A feltétlen inger (US) a feltétlen válasz (UR) sorozatos, szisztematikus társításainak eredménye lesz az, hogy ezek az ingerek (US) maguk is képessé válnak az aktív hatóanyag által kiváltott válasz részleges kiváltására. Ezek alapján a placeboreakció feltételes válasz (CR), a placeboszer pedig feltételes inger (CS). Vagyis a placebohatás, miután így kondicionálódott, arra az információra adott válasz, hogy vannak bizonyos ingerek (kezdetben feltétlen ingerek), amelyek előrejelzik, illetve együtt járnak egy gyógyszer, kezelés (aktív szer) alkalmazásával.

## Placebo reszponder személyiség[28][29]
A placeboérzékenység az evolúció folyamán kialakult emberi képesség és legalább 11 gén hajlamosíthat a placeboérzékenységre.

## Külső hivatkozások
- A hit gyógyító ereje Archiválva 2009. május 15-i dátummal a Wayback Machine-ben (Mérő László cikke a placebóról és annak ellentétéről, az ún. nocebóról, Magyar Narancs, 2008. augusztus 14.)
- David Gorski: Placebo effects without deception? Well, not exactly… (angolul) (Science-Based Medicine, 2010. december 27.)
- Why expensive wine appears to taste better: It's the price tag (ScienceDaily, 2017. augusztus 14.)
- Alina Gorbatch: The Placebo Effect (in marketing & pricing) (Awario, 2018. május 29.)
- Molnár Csaba: Finomabb az olcsó bor, ha drágának hisszük Archiválva 2019. november 9-i dátummal a Wayback Machine-ben (Magyar Nemzet, 2017.augusztus 17.)